# Антифонарий

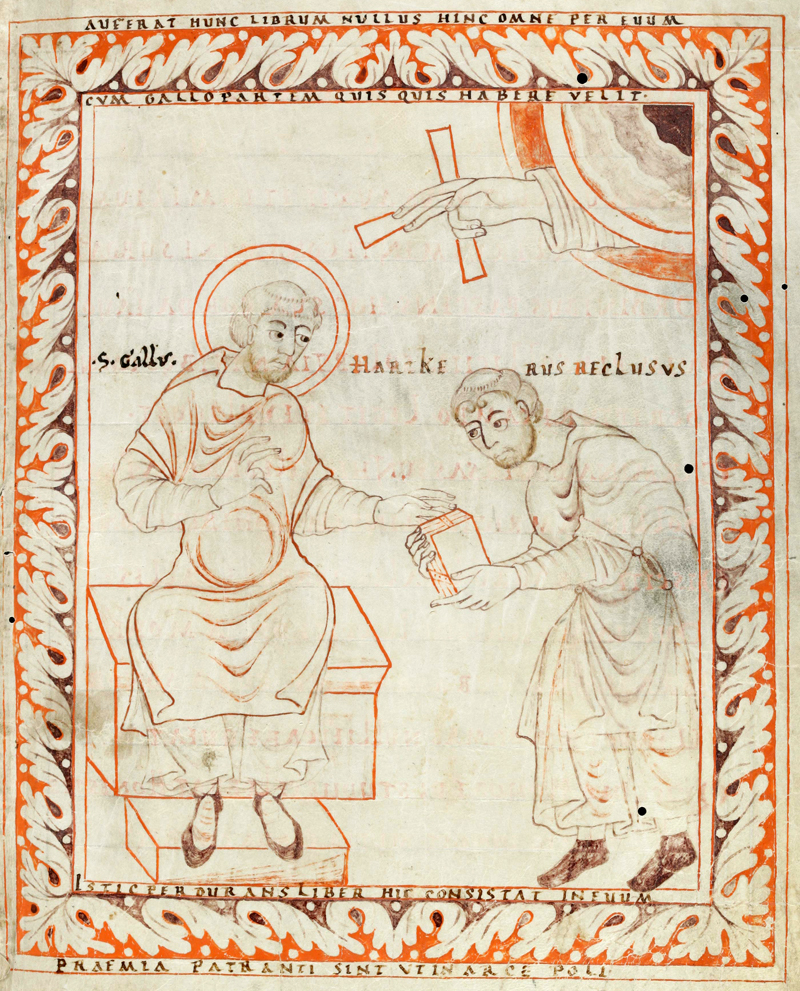
Титульная страница антифонария Харткера (Санкт-Галлен Ms.390/391, 990—1000 гг.). На миниатюре св. Галл вручает санкт-галленскому монаху Харткеру антифонарий. Вверху и внизу стихи, предупреждающие о его незыблемости: Auferat hunc librum nullus hinc omne per aevum / Cum Gallo partem quisquis habere vult / Istic perdurans liber hic consistat in aevum / Praemia patranti sint ut in arce poli.

Антифона́рий (лат. antiphonale, antiphonarium, [liber] antiphonarius), в богослужении католиков — обиходная книга с песнопениями и текстами для служб оффиция. Различают монастырский антифонарий и антифонарий, используемый в богослужении для мирян («приходской», или «канонический»); богослужение по монастырскому антифонарию более детализированное, протяжённое и несколько иное по структуре. 
Двенадцать средневековых антифонариев (только их тексты, но не распев) систематически описал солемский монах и выдающийся источниковед Рене Эсбер. В западной медиевистике песнопения оффиция (главным образом, антифоны и респонсории) зачастую идентифицируют по его каталогам Corpus antiphonalium officii, сокращённо CAO.

## Строение
В антифонарии обычно выделяются два основных раздела: проприй и ординарий. Проприй подразделяется на темпорал (Proprium de tempore; песнопения, приуроченные к подвижным праздникам церковного календаря) и санкторал (Proprium de Sanctis; песнопения к неизменным по дате праздникам святых).
Постоянно повторяющиеся в богослужении песнопения, псалмовые тоны и другие тоны речитации, не приуроченные к определённому празднику или определённому святому, собраны в ординарии (Commune, или Ordinarium). Ординарная часть включается во все солемские и орденские издания антифонариев начиная с XIX века. В исторических памятниках она является факультативной.
Строение антифонариев может быть иным в зависимости от региональных и орденских традиций, вплоть до традиций конкретного монастыря или церкви.

## Исторический очерк
Первоначально словом «антифонарий» средневековые литургисты называли обиходные книги с антифонами для оффиция и мессы. С IX века сборник песнопений мессы получил собственное название градуал, а слово «антифонарий» стало употребляться в специальном (и нынешнем) смысле как сборник песнопений оффиция.
Первые антифонарии (самые ранние дошли до нас из VIII века) не содержали нотной записи, а только тексты для распева. Самые ранние из сохранившихся нотированных антифонариев восходят к X веку. Ряд ценных средневековых антифонариев («Антифонарий Харткера», Санкт-Галлен, X век; «Антифонарий и градуал из Мон-Рено», X век; «Луккский антифонарий», XII век; «Вустерский антифонарий», XIII век и др.) опубликован в виде факсимиле в нотной серии «Музыкальная палеография» («Paléographie Musicale», изд. Солемского аббатства, 1889—). Некоторые ценные антифонарии, как, например, антифонарий Гвидо Аретинского (к нему Гвидо написал два вводных текста — «Пролог к антифонарию» и «Стихотворные правила музыки», оба около 1030 года), утрачены. Сохранившиеся во множестве антифонарии позднейшего времени (в основном, XIV—XVII веков) систематически до сих пор не описаны.

## Издания обиходных книг
- Antiphonale Sarisburiense, ed. by W. H. Frere. London, 1901-25.
- Liber usualis. Tournai, 1950.
- Antiphonale monasticum <...>. Paris, Tournai, Roma, 1934.
- Antiphonale Romanum  <...>. Paris, Tournai, Roma, 1924.
- Antiphonarium Eremi Beatae Virginis Mariae <...>. Einsiedeln, 1987